# Mohamed Ben Jaafar
Mohamed Aziz Ben Jaafar (ur. 29 września 2000) – tunezyjski zapaśnik walczący w stylu wolnym. Zajął jedenaste miejsce na igrzyskach afrykańskich w 2023. Brązowy medalista mistrzostw Afryki w 2024. Wicemistrz Afryki juniorów w 2018 roku.